# Samuel Larsen
Samuel Peter Acosta Larsen (San Francisco, California; 28 de agosto de 1991) es un actor, cantante y modelo estadounidense. En 2011, Samuel ganó el concurso The Glee Project junto a su compañero Damian McGinty, tras lo cual tuvo un papel recurrente en la serie Glee donde interpretó a Joe Hart. En 2019 interpretó a Zed Evans en la película After: Aquí empieza todo, papel que repitió en su secuela After: en mil pedazos de 2020. 
Ha sido miembro de la banda Bridges I Burn. Actualmente es vocalista de la banda Next City Band, junto a Philip Paulsen, el guitarrista, Nick Diioro, bajista y Ben Brinckerhoff, baterista.

## Biografía
Samuel nació el 28 de agosto de 1991 en San Francisco, hijo de Henrik Larsen y Lupe Acosta. Su padre es de Dinamarca y su madre de México. Tiene un hermano mayor llamado Manolo y una hermana llamada Morgan. Cuando era pequeño aprendió a tocar la batería, el bajo, la guitarra y el teclado. Se graduó en la Universidad de Murrieta, (California) en 2009. Era el vocalista y guitarrista de su banda escolar "15 North". También fue modelo de ropa y accesorios para Jac Vanek.
A los 19 años, se fue a Hollywood con solamente 5 dólares y tocó canciones en la calle para sobrevivir. 
En 2010, Samuel hizo una audición para la novena temporada de American Idol.
En Los Ángeles, hizo una audición para The Glee Project y fue elegido uno de los 12 mejores entre 40.000 personas. Él y su compañero Damian McGinty consiguieron ganar el concurso y como premio, les permitieron salir en la famosa serie Glee.
Su primera aparición fue en el capítulo 13 de la tercera temporada, Heart, con el personaje Joe Hart, un estudiante cristiano de secundaria. Durante el capítulo cantó dos canciones, "Stereo Hearts" de Gym Class Heroes con Adam Levine y un popurrí de las canciones Cherish y Cherish de The Association y Madonna respectivamente. Apareció en otros 10 capítulos de la tercera temporada y en 12 capítulos de la cuarta.
Fue mentor invitado en un capítulo de la segunda temporada de The Glee Project.

## Filmografía
| Año       | Título                   | Personaje          | Notas                                                            |
| --------- | ------------------------ | ------------------ | ---------------------------------------------------------------- |
| 2010      | American Idol            | El mismo           | Temporada 9, eliminado durante la semana de Hollywood.           |
| 2011–2012 | The Glee Project         | Él mismo / Ganador | Ganador de la primera temporada y mentor invitado de la segunda. |
| 2012–2015 | Glee                     | Joe Hart           | Papel recurrente (temporada 3-4, 6) (24 capítulos)               |
| 2013      | Claire's Cambodia        |                    | Película                                                         |
| 2019      | After: Aquí empieza todo | Zed Evans          | Película                                                         |
| 2020      | After: en mil pedazos    | Zed Evans          | Película                                                         |

- Datos: Q1391932